# José Gabaldón López
José Gabaldón López (El Ballestero, Província d'Albacete, 1922-30 d'abril de 2016) fou un jurista espanyol que ha sigut magistrat del Tribunal Constitucional d'Espanya entre 1992 i 1995. Va ser-ne el vicepresident entre 1995 i 1998. Entre 1999 i 2007 va ser president del Fòrum de la Família.
El 1963 esdevení magistrat i el juliol de 1992, a proposta del Senat d'Espanya, magistrat del Tribunal Constitucional.
Posseïx la Gran Creu de Sant Ramon de Penyafort.